# Övra Bjurgölen
Övra Bjurgölen är en sjö i Västerviks kommun i Småland och ingår i Botorpsströmmens huvudavrinningsområde.